# Czubatka (Klucze)
Czubatka (382 m) – wzgórze z punktem widokowym we wsi Klucze w województwie małopolskim, w powiecie olkuskim, w gminie Klucze. Na mapie Geoportalu ma nazwę Jałowce, jednak nazwa Czubatka jest bardziej popularna; taka nazwa podawana jest na kierunkowskazach i tablicach informacyjnych, na innych mapach w przewodnikach turystycznych i na stronach internetowych. Znajduje się po zachodniej stronie zabudowań wsi Klucze na Wyżynie Olkuskiej będącej częścią Wyżyny Krakowsko-Częstochowskiej.
Punkt widokowy na Czubatce jest dobrze przygotowany. Jest na nim duży parking, zadaszona altana, ławki i stoły dla turystów, ogrodzony taras widokowy, luneta i opisana panorama widokowa. Z tarasu widokowego rozciąga się widok na Pustynię Błędowską, Hutę Katowice i okoliczne wzgórza (m.in. Januszkowa Góra). Na szczycie Czubatki jest też wysoka wieża obserwacyjna Nadleśnictwa Olkusz.

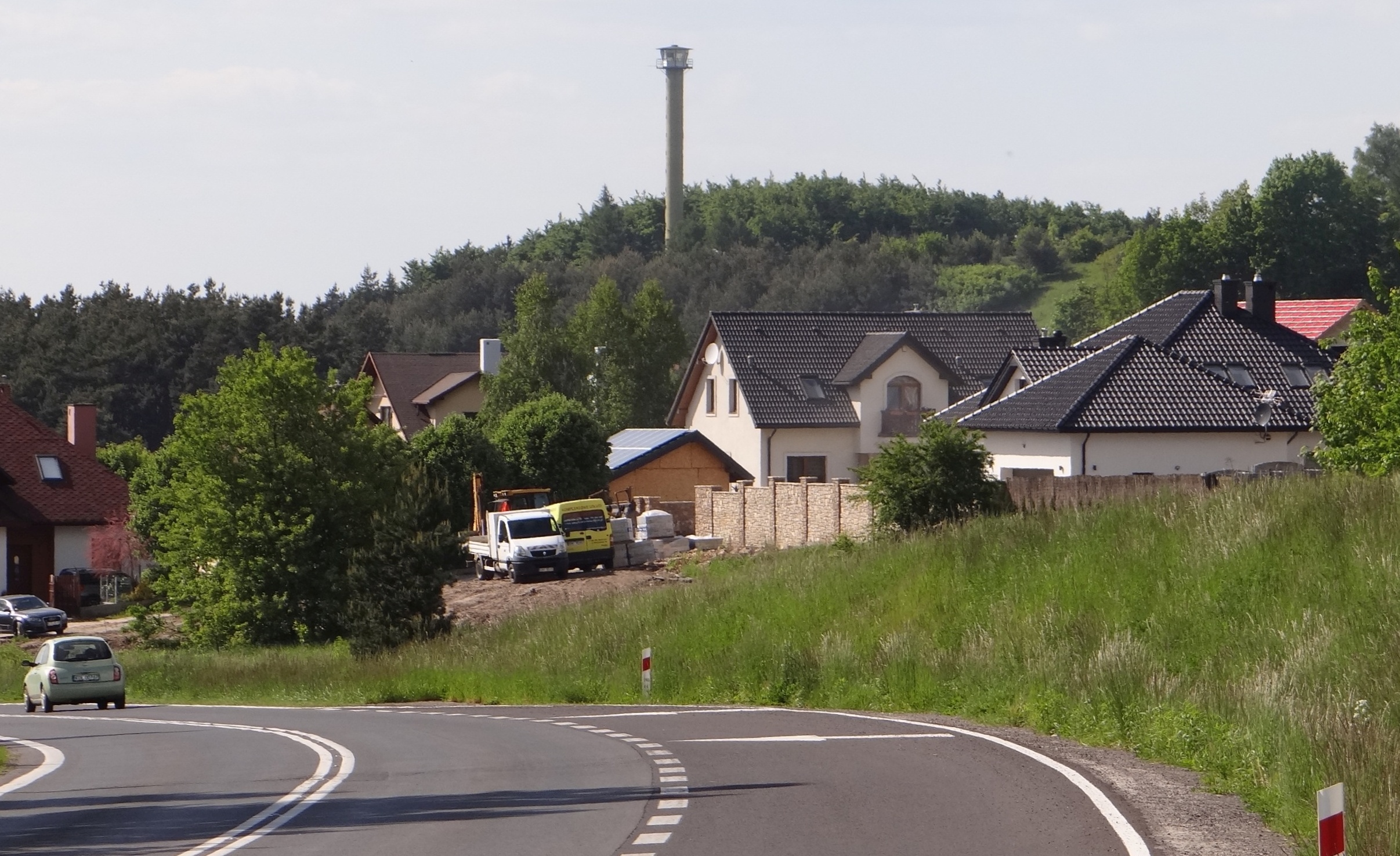
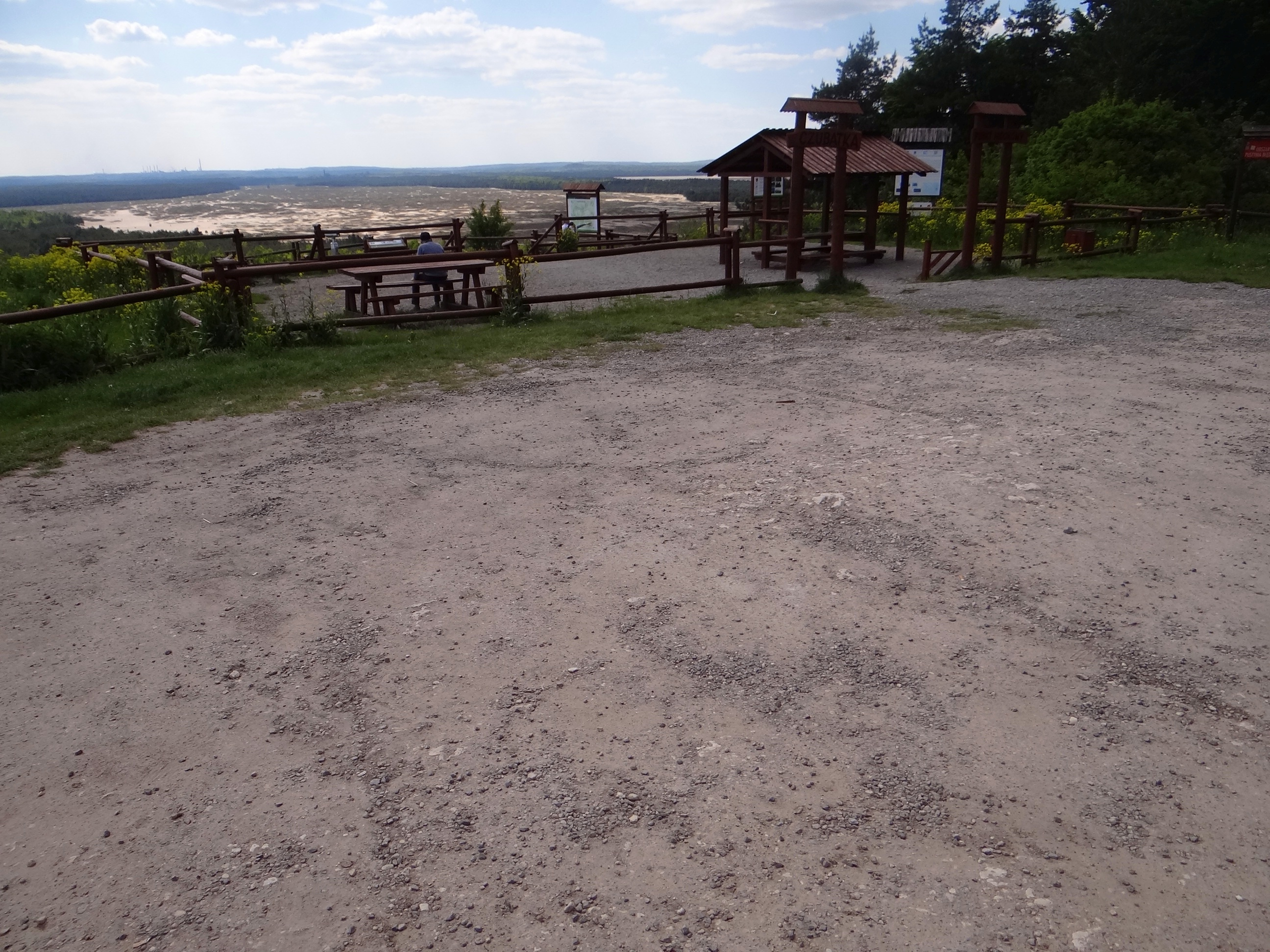
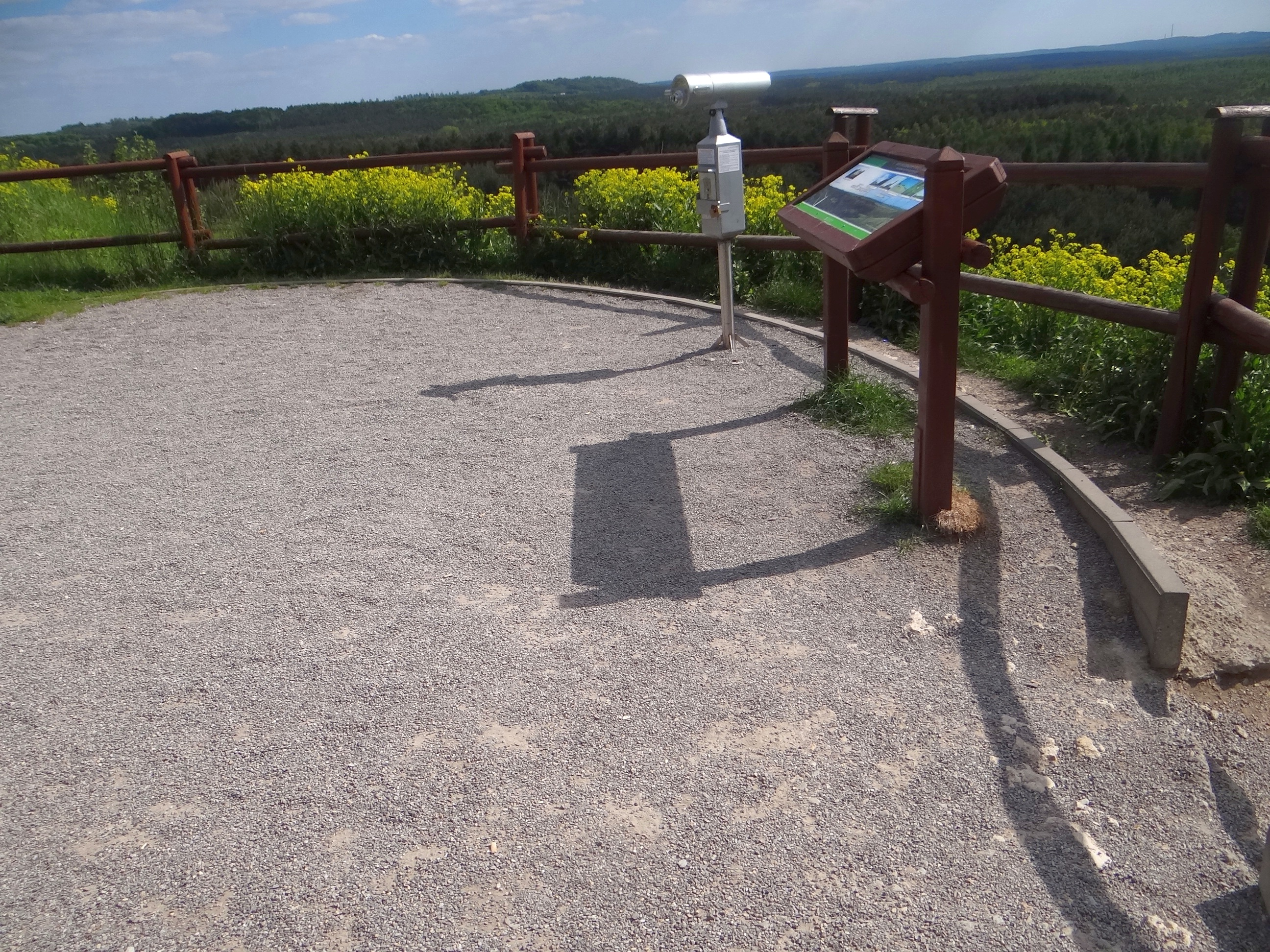
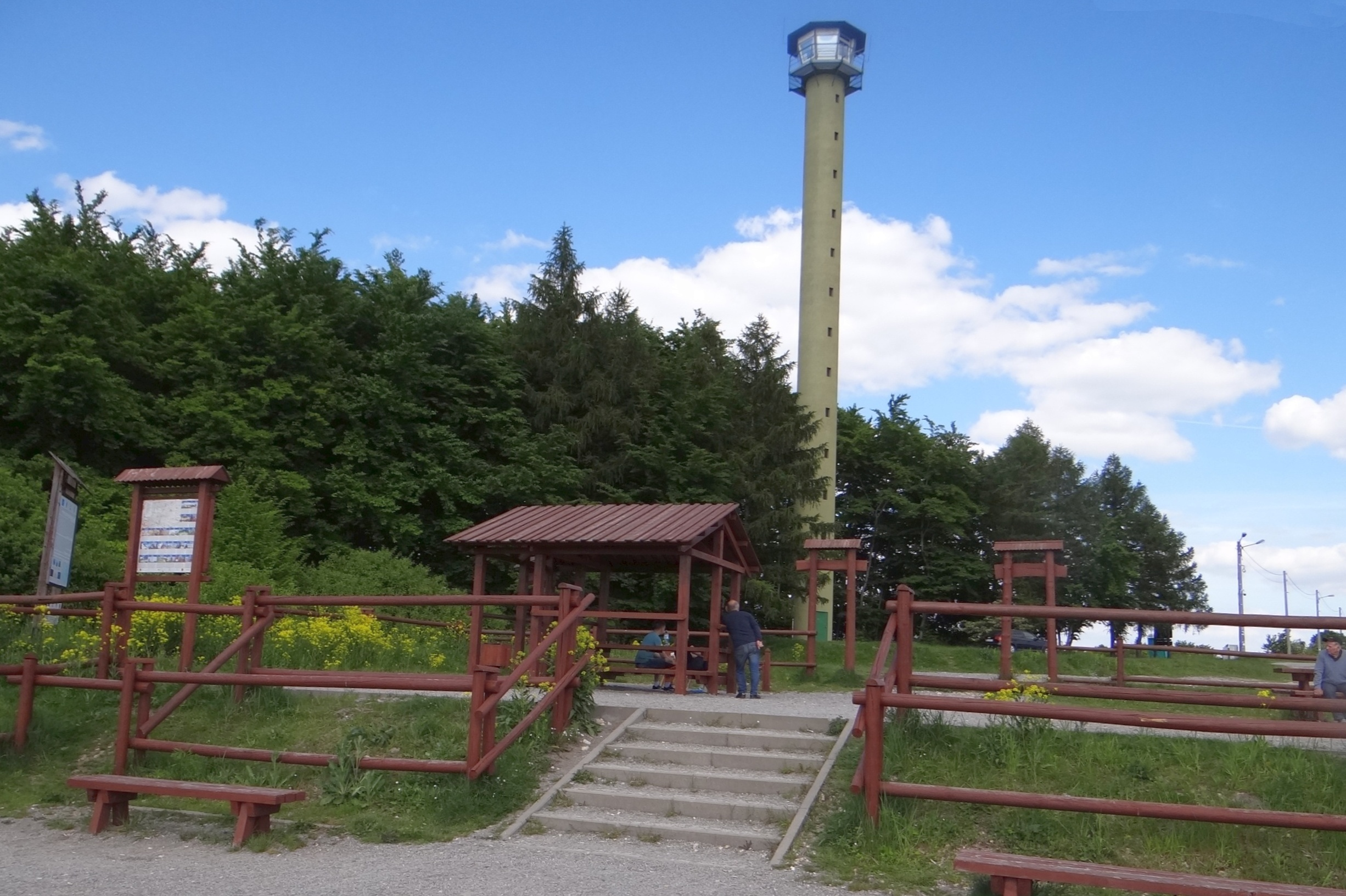